# Онассис, Аристотель
Аристо́тель Сокра́т Она́ссис (англ. Aristotle Socrates Onassis, Аристоте́лис Она́сис, греч. Αριστοτέλης Ωνάσης; 15 января (по другим данным 20 января) 1906, Смирна — 15 марта 1975, Нёйи-сюр-Сен) — греческий предприниматель, судовладелец, инвестор и миллиардер.
С 1932 года занимался судостроительным бизнесом и в 1950-е годы начал первым строить супертанкеры. Судовой магнат и международный предприниматель, который создал флот супертанкеров и грузовых кораблей бо́льших размеров, чем флоты многих стран.

## Биография
Родился в Смирне (ныне Измир, Турция).
Несмотря на то, что семейство Онассисов было довольно богатым семейством табачных торговцев, оно потеряло почти всё состояние в 1922 году, когда Смирна (современный Измир), тогда ещё греческий город, был сожжён турками. Бежав из Смирны в Грецию, семейство послало Онассиса в Южную Америку на поиски лучшей доли. В Буэнос-Айресе Онассис стал ночным портовым диспетчером и с помощью друзей семьи, начал бизнес по импорту табака в дневное время. Он увеличил использование импортного восточного табака в Аргентине с 10 до 35 % и через два года заработал 100 000 долларов за счёт 5 % комиссионных от торговли табаком.
Греческое правительство заметило Онассиса и предложило ему заключить торговое соглашение с Аргентиной в 1928 году и затем сделало его генеральным консулом. Его деловая активность расширилась за счёт производства сигарет и других потребительских товаров. В возрасте 25 лет Онассис заработал свой первый миллион долларов.
В 1932 году Онассис купил свои первые шесть грузовых судов у канадской фирмы за 120 тысяч долларов. Он использовал два из этих кораблей до того момента, пока не появились корабли с большей грузоподъёмностью и затем купил другие. Онассис построил свой первый танкер в 1938 году, затем его флот увеличивался все 1940-е и 1950-е годы.
В начале 1954 года король Саудовской Аравии Сауд ибн Абдул-Азиз Аль Сауд оспорил эксклюзивное право американской нефтяной компании Aramco на экспорт нефти из своего королевства. Он дал разрешение Онассису создать компанию Saudi Arabian Maritime Tankers Company (Satco), которая должна была управлять флотом танкеров под флагом Саудовской Аравии. Но Aramco и другие американские нефтяные компании (Exxon, Standard Oil of California, Texaco, Mobil) пригрозили бойкотом танкерам Онассиса если его договор с Саудовской Аравией не будет изменен. В итоге Aramco получила от арбитражного суда в Женеве разрешение не подчиняться договору Саудовской Аравии с Онассисом, и в 1955 году Онассису пришлось договариваться с Aramco на менее выгодных, чем ему хотелось бы, условиях. Утверждается также, что тогдашний вице-президент США Ричард Никсон поручил бывшему сотруднику ФБР Роберту Мэхью действовать против Онассиса любыми методами и даже убить его, если это будет необходимо. Известно, что ЦРУ подслушивало разговоры Онассиса и публиковало негативную информацию о нем в подконтрольной ЦРУ итальянской газете. ФБР провело расследование и обвинило Онассиса в нарушении  законов США при использовании «удобных флагов», в результате в 1954 году ему пришлось уплатить штраф в размере 7 млн долларов.
Онассис с конца 1950 года по конец 1955 года также занимался китобойным промыслом через компанию, зарегистрированную в Уругвае. При этом нарушались правила, предусмотренные Вашингтонской конвенцией по регулированию китобойного промысла 1948 года (ни Панама, где была зарегистрировано судно-китобаза, ни Уругвай, где была зарегистрирована китобойная компания Онассиса, эту конвенцию не подписывали). В 1954 году китобаза Онассиса и несколько малых судов были задержаны военно-морским флотом Перу по обвинению в нарушении исключительной экономической зоны Перу.
В 1953 году Онассис скупил через подставные панамские компании контрольный пакет акций Общества морских купаний (Societe des Bains de Mer, SBM) Монако, которому принадлежало казино в Монте-Карло. Но затем он вступил в конфликт с князем Монако Ренье III, который объявил о дополнительной эмиссии акций SBM, в результате чего Онассис превратился из обладателя контрольного пакета акций в миноритарного акционера. Он попытался оспорить эту эмиссию в суде, но проиграл. После этого Онассис продал свои акции княжеству. 
С 1957 по 1974 годы Онассис был собственником и распорядителем Olympic Airways — греческих национальных авиалиний, переданных ему в концессию греческим правительством.
В 1967 году в результате военного переворота в Греции была установлена диктатура «черных полковников». Онассис, бывший в хороших отношениях с главой этого режима Георгиосом Пападопулосом, стал ключевой фигурой в греческой экономике и политике и подготовил план масштабных инвестиций в греческую промышленность, однако затем права на реализацию этого проекта перешли конкуренту Онассиса.

## Семья
Первой женой Аристотеля Онассиса в 1946 году стала Афина Ливанос, дочь корабельного магната Ставроса Ливаноса. Этот брак закончился разводом в 1960 году. В браке родилось двое детей: Александр (1948—1973) — погиб в авиакатастрофе 23 января 1973 года, в возрасте 24 лет, и Кристина (1950—1988) — погибла в Буэнос-Айресе в возрасте 37 лет при невыясненных обстоятельствах.
В честь дочери Кристины была названа его роскошная яхта «Кристина О». Яхта называлась некоторыми «плавающим дворцом» и служила несколько лет в качестве его постоянной резиденции. После смерти Кристины империя Онассиса перешла к её дочери Афине Онассис (рождена в последнем, четвёртом браке Кристины Онассис, заключённом в 1983 году с французом Тьерри Русселем).
Долгое время Онассис был близок с оперной дивой Марией Каллас.
В 1968 году женился на вдове президента США Джона Кеннеди Жаклин Бувье Кеннеди.

## Смерть
Онассис скончался в возрасте 69 лет 15 марта 1975 года в Американской больнице в Париже в Нейи-сюр-Сен, Франция, от дыхательной недостаточности, осложнения миастении, от которой он страдал в последние годы своей жизни. Онассис был похоронен на своем острове Скорпиос в Греции вместе со своим сыном Александром.
Согласно завещанию Онассиса, 55 % наследства он оставил дочери Кристине Онассис, а 45 % передал на учреждение фонда имени Александра Онассиса.